# CSG Willem van Oranje
CSG Willem van Oranje is een Nederlandse, protestants-christelijke scholengemeenschap in het voortgezet onderwijs, gevestigd in Oud-Beijerland in de Zuid-Hollandse gemeente Hoeksche Waard.
CSG Willem van Oranje verzorgt per schooljaar 2017-2018 de volgende vormen in middelbaar onderwijs:
- mavo
- havo
- havo TTO (Nederlands-Engels)
- atheneum
- atheneum TTO (Nederlands-Engels)
- gymnasium TTO (Nederlands-Engels)

De scholengemeenschap is over twee locaties verspreid:
- Zoomwijck, hoofdlocatie, voor havo, atheneum  en gymnasium - Randweg 2
- Poortwijk, voor mavo - Polderlaan 2

De Vereniging voor Christelijk Voortgezet Onderwijs in de Hoeksche Waard bestuurt de school. Dit bestuur wordt samengesteld uit de ouders van de leerlingen. Directrice en rector van de school is sinds 2021 Jeanette Warmels.

## Bekende oud-leerlingen
- Gert van 't Hof (1974), presentator NOS Studio Sport
- Hugo de Jonge (1977), minister van volksgezondheid, welzijn en sport[1]
- Maaike Kroon (1980), scheikundige
- Roos Moggré (1981), presentatrice
- Vivienne van den Assem (1983), actrice en presentatrice (RTL Boulevard)
- Barbara Sloesen, (1988), actrice
- Olav Kooij, professional cyclist

## Trivia
- CSG Willem van Oranje is de winnaar van de Radio 538 School Awards voor Leukste School van Nederland 2008.